# Miloš Reljić
Miloš Reljić (srbskou cyrilicí Mилoш Peљић; * 12. června 1989) je srbský fotbalový záložník, momentálně hrající za srbský klub FK Buducnost Dobanovci.